# Karate
Karate (jap. 空手 karate) – sztuka walki i sport walki stworzone na Okinawie, jednej z Wysp Japońskich. Karate obejmuje swoim zasięgiem cały świat. Do chwili obecnej powstało ponad 100 stylów karate.
Jedyną organizacją odpowiedzialną za ruch sportowy karate i uznaną przez Międzynarodowy Komitet Olimpijski jest Światowa Federacja Karate (WKF, z ang. World Karate Federation).
Charakterystyczny dla karate jest system stopni uczniowskich i mistrzowskich, stworzony na bazie judo, odrębny w wielu organizacjach i stylach karate.

## Pochodzenie karate[1]
Według Gichina Funakoshiego karate pochodzi prawdopodobnie z kempo (japońskiej sztuki walki przypominającej boks), które przenikło z południowochińskiej prowincji Fujian.
Na początku było znane jako "Okinawa-te" ("tubylcza forma chińskiego boksu") lub "Kara-te" (z "kara" w znaczeniu "chiński") – wyraźnie różniące się między sobą. W związku z zakazem trenowania karate wiele z technik zostało włączonych w okinawskie tańce ludowe (np. wejście/wyjście z/na parkiet(u) przypomina rozpoczęcie/zakończenie kata).
Słowo "kara" może być zapisane znakiem oznaczającym "pusty, próżny", a słowo "te" oznacza "ręka". Więc "karate" można tłumaczyć jako "pusta ręka".
Na początku treningów Funakoshiego na Okinawie karate było określane jako "te" lub "bushi no te" (ręka wojownika). Funakoshi zaproponował nazwę "Dai Nippon Kempo Karate-do" (wielka japońska pierwsza metoda droga pustej ręki) używając w pisowni znaku "pusta", a nie "chińska", ale taka interpretacja spotkała się początkowo z silną krytyką nie tylko w Japonii, ale i na Okinawie (w tamtym okresie wszystko co chińskie było postrzegane jako jakościowo lepsze, zachwycające, doskonałe). Funakoshi uzasadnił taką interpretację jako bardziej odpowiednią, ponieważ: po pierwsze ręce w karate są puste (pozbawione broni), po drugie adepci karate-do "zajmują się nie tylko wybraną sztuką, lecz także oczyszczają swe serca i umysły ze złych nawyków i skłonności", a po trzecie według buddyzmu "wszystko jest pustką, próżnią, która jest sercem każdego przedmiotu i każdego stworzenia".
Dawniej na Okinawie były dwie szkoły karate: Nahate i Shurite. Zostały one utworzone na bazie chińskich szkół boksu: Wutang (założyciel: Chang Sangfeng; nazwa pochodzi od nazwy chińskiej góry, gdzie na początku była praktykowana) i Shorinji Kempo (założyciel: Daruma; nazwa pochodzi od wzgórza Shaolin w prowincji Hunan, gdzie Daruma przeszedł drogę Buddy). Chiński boks przebył morze i trafił na Okinawę, gdzie po przemieszaniu się z oryginalnymi technikami okinawańskimi, utworzyły podstawy dzisiejszego karate.
"Dawniej, te dwie chińskie szkoły, związane były z dwiema okinawańskimi szkołami: Shorin-ryu i Shorei-ryu, ale jakie dokładnie były to związki i na czym polegały, zatarł czas. To samo dotyczy szkół Shurite i Nahate. Wiemy tylko tyle, że techniki Shorei były lepsze dla ludzi o potężnym ciele, a techniki Shorin były przeznaczone dla ludzi szczupłych, o małej sile fizycznej.
Obie szkoły miały swoje zalety i wady. Shorei, na przykład uczyła bardziej efektywnych form samoobrony, ale brak jej było ruchliwości Shorin. Techniki dzisiejszego karate oparte są na bazie najlepszych technik dwu szkół".

## Etymologia

Słowo to oznacza obecnie „pusta (naga, bez broni) ręka” (空手). Pełna nazwa „karate-dō” (空手道) lub „karate-jutsu” (空手術)) oznacza „drogę (sposób) pustych rąk”. Pierwotnie  zapisywano je ideogramami: 唐手, co oznaczało „chińską rękę”, „chiński sposób walki” (dosł.: ręka Tangów). Na początku XX w. pod wpływem nacjonalistycznych idei, przyjęto w Japonii ten pierwszy zapis znakowy.
Pierwszy, udokumentowany zapis homofonu „karate” jako „pusta ręka” (空手) miał miejsce w sierpniu 1905, autorstwa Nagashige Hanagusuku.
Karate jest sztuką walki stworzoną przez mieszkańców Okinawy jako metoda samoobrony bez użycia broni. Dawniej dla tej sztuki używano nazwy te i zapisywano znakiem „ręki” (手) lub tōde (唐手). Słowo tōde składa się z dwóch znaków: tō (唐) – sinojapońskie czytanie znaku oznaczającego dynastię Tang, ale także Chiny oraz Cathay (arch. Chiny) oraz te lub w udźwięcznieniu de (手) – ręka (w przypadku Okinawy także sztukę walki wręcz).
Nazwa karate została zatwierdzona dopiero w 1936 przez mistrzów z Okinawy: Kentsū Yabu, Chōmo Hanashiro, Chōshin Chibana, Chōjun Miyagi, Chōki Motobu.

## Informacje ogólne
Od momentu powstania sztuka ta ewoluowała. W wielu stylach aspekt realnej walki został zachowany, a nawet rozwinięty (przykładowo kopnięcie okrężne mawashi-geri nie występowało w oryginalnej sztuce okinawskiej).
W niektórych jednak stylach sztuka ta zmieniła swój charakter z utylitarnego systemu walki (karate okinawskie) na system psychofizycznego doskonalenia się, gdzie na pierwszy plan wysuwa się aspekt „drogi” – jap. dō, chińs. tao (dao) – którą kroczy się całe życie, jako symbolu niekończącego się procesu dążenia do doskonałości. Stąd spotykamy także nazwę karatedo (pisane w transkrypcji Hepburna jako karate-dō). Koreańskim odpowiednikiem karate niesportowego jest tangsudo, a karate nastawionego na rywalizację – taekwondo.
Obecnie istnieją trzy podstawowe kierunki w karate:
- karate jako walka na śmierć i życie (style klasyczne, głównie okinawskie), czyli tzw. karate tradycyjne. Paradoksalnie, z uwagi na ujęcie karate jako walki na śmierć i życie w stylach tych rzadziej przeprowadza się kumite (sparringi);
- karate jako sport z elementami samoobrony (większość stylów), także z przeprowadzaniem zawodów – w ramach tej kategorii stylów trwa zażarta dyskusja na temat zasad, których spójne przyjęcie umożliwiłoby szersze zaistnienie karate na igrzyskach olimpijskich; spory dotyczą m.in. dozwolenia podcięć, kontaktu na głowę, rodzajów ochraniaczy, low-kicków i innych;
- karate jako sposób psychofizycznego doskonalenia – podejście najbliższe taijiquan, nie nastawione bezpośrednio na samoobronę, czy rywalizację, jednak z zachowaniem oryginalnych postaw, wielu kata, ruchów.

Ponieważ karate upowszechniło się jako amatorski sport, w większości stylów wykształciła się potrzeba stworzenia szczegółowej hierarchii stopni, aby zmotywować ćwiczących do rozwoju.

## Trening
Trening karate opiera się na metodach nauki:
- kihon
- kata
- kumite

## Style
Niektóre style:
- Ashihara
- Chitō-ryū
- Enshin
- Fudōkan
- Gōjū-ryū
- Gōsoku-ryū
- Idōkan
- Kyokushin
- Matsubayashi-ryū
- Oyama Karate
- Seidō-juku
- Shidōkan
- Shitō-ryū
- Shōrin-ryū
- Shōtōkan
- Kudo Daido Juku
- Uechi-ryū
- Wadō-ryū
- Ryū-te